# Gare de Longpré-les-Corps-Saints
Ne doit pas être confondu avec Gare de Longpré-les-Amiens.
La gare de Longpré-les-Corps-Saints est une gare ferroviaire française de la ligne de Longueau à Boulogne-Ville, située sur le territoire de la commune de Longpré-les-Corps-Saints, à proximité de Condé-Folie, dans le département de la Somme, en région Hauts-de-France.
Elle est mise en service en 1847 sous le nom de « Longpré », par la Compagnie du chemin de fer d'Amiens à Boulogne, avant de devenir une gare de la Compagnie des chemins de fer du Nord.
Ancien nœud ferroviaire local, c'est une gare de la Société nationale des chemins de fer français (SNCF), desservie par des trains régionaux du réseau TER Hauts-de-France.

## Situation ferroviaire
Établie à 16 mètres d'altitude, la gare de Longpré-les-Corps-Saints est située au point kilométrique (PK) 157,953 de la ligne de Longueau à Boulogne-Ville, implantée avant le passage à niveau (de type SAL 2) no 70, entre les gares ouvertes d'Hangest et de Pont-Remy (s'intercalent, en direction d'Abbeville, l'ancienne gare de Longpré, et les gares fermées de Long-Le Catelet et de Fontaine-sur-Somme).
Ancienne gare de bifurcation, elle est également située au PK 44,092 de la ligne de Canaples à Longroy - Gamaches (inexploitée et partiellement déclassée), entre les gares fermées de Condé-Folie et de Bettencourt-Rivière.

## Histoire
La « station de Longpré » est mise en service le 15 mars 1847 par la Compagnie du chemin de fer d'Amiens à Boulogne, lorsqu'elle ouvre à l'exploitation la section d'Amiens à Abbeville. Longpré est alors la quatrième station après Amiens, entre Hangest et Pont-Remy.
En 1851, elle devient une gare de la Compagnie des chemins de fer du Nord, lorsque celle-ci accepte une fusion-absorption avec la compagnie primitive qui ne peut résister à la concurrence de sa grande rivale.

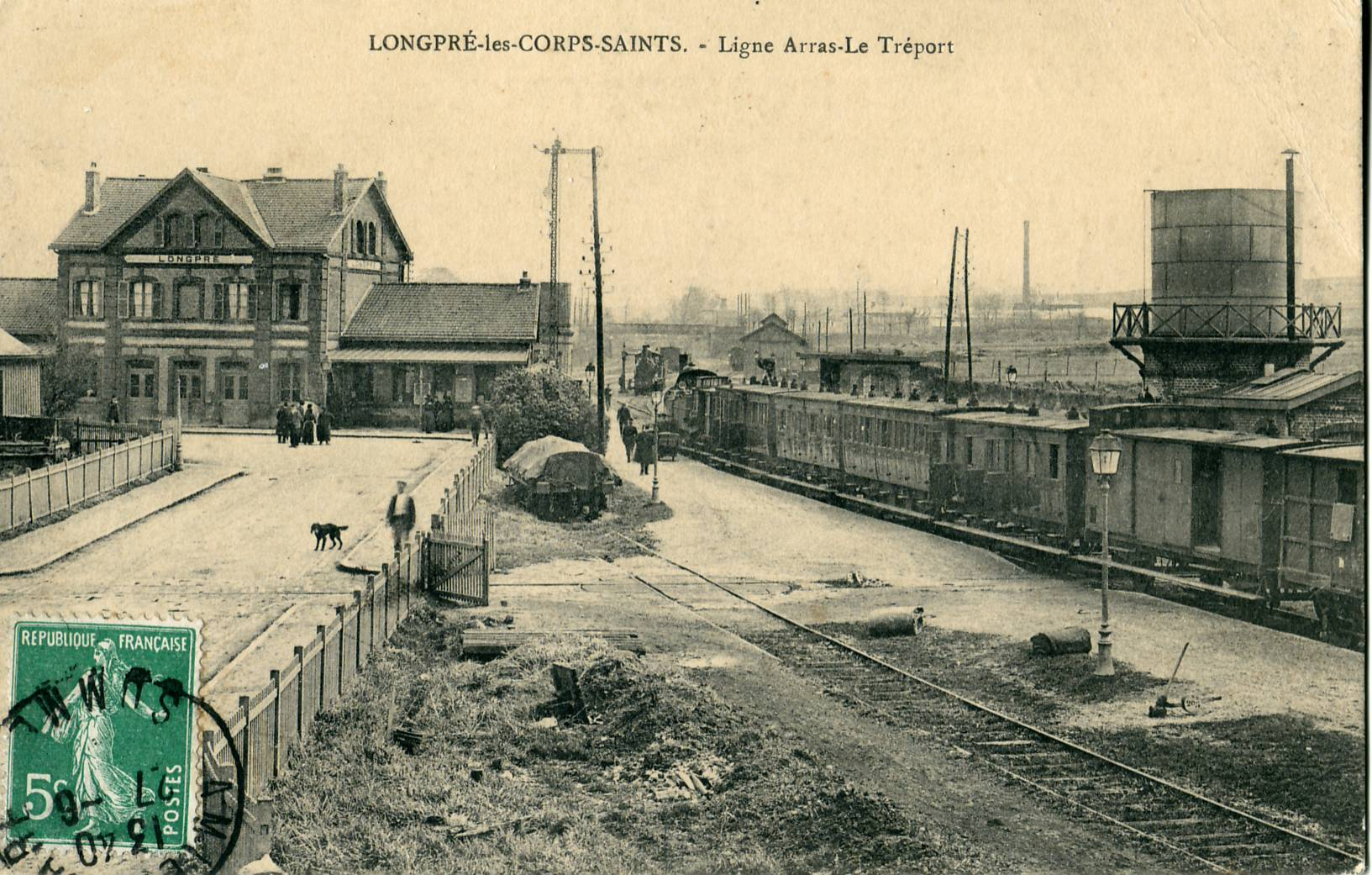
La gare de bifurcation, vers 1910.

Elle est déplacée,, pour évoluer en gare de bifurcation le 1er juin 1875, quelques années après l'ouverture (le 15 mai 1872) de la section de Longpré à Gamaches par la Compagnie de Frévent à Gamaches. Cela permet des correspondances pour la gare de Gamaches et celle du Tréport. Les nouvelles installations ainsi construites sont situées dans le « Y » constitué par le point de rencontre des deux lignes.
La ligne de Canaples à Longroy - Gamaches est désormais partiellement déclassée et déposée. Sa desserte voyageurs par fer a été abandonnée en 1938.
En 1997, Longpré-les-Corps-Saints était encore desservie par des trains Corail reliant Calais à Paris-Nord. Par ailleurs, lors des inondations de la Somme au printemps 2001, coupant la ligne Amiens – Boulogne à Abbeville, la gare est le terminus des quelques circulations maintenues de trains régionaux en provenance d'Amiens. Ceux-ci utilisent alors les aiguillages (permettant habituellement l'accès aux voies de service, réservées aux trafic fret — desserte supprimée ultérieurement —, ou alors au garage d'un train omnibus pour son dépassement par un express) de la sortie est de la gare pour changer de voie, et donc rebrousser afin d'assurer le service retour. Lesdits appareils de voie ont été démontés dans les années 2010.
La passerelle a été rénovée à partir de 2013, afin notamment de la mettre aux normes d'accès des personnes à mobilité réduite. Les escaliers ont été refaits, un brise-vent a été posé et des ascenseurs ont été ajoutés. D'un coût total de 1,5 million d'euros, le chantier s'est achevé en 2014.
En décembre 2019, l'application du « service annuel 2020 » (marqué par une importante restructuration du réseau régional TER Hauts-de-France) entraîne une réduction d'un quart du nombre de trains s'arrêtant quotidiennement à Longpré-les-Corps-Saints, qui est pourtant la gare la plus fréquentée entre Amiens et Abbeville.
Selon les estimations de la SNCF, la fréquentation annuelle de cette gare s'élève à 147 432 voyageurs en 2015, 148 203 en 2016, 155 214 en 2017, 140 244 en 2018, 140 421 en 2019, 95 828 en 2020, 107 984 en 2021, 135 919 en 2022 et 164 696 en 2023.

## Service des voyageurs

### Accueil
Longpré-les-Corps-Saints est une gare de la SNCF, disposant d'un bâtiment voyageurs, avec guichet, ouvert du lundi au vendredi hors jours fériés. Elle est équipée d'un automate pour l'achat de titres de transport.
Une passerelle permet la traversée des voies et le passage d'un quai à l'autre,.

### Desserte
Longpré-les-Corps-Saints est desservie par des trains régionaux TER Hauts-de-France, qui effectuent des missions semi-directes ou omnibus entre les gares d'Abbeville et d'Amiens, voire d'Albert (ligne P21).

### Intermodalité
Des abris pour les vélos et un parking (35 places) sont aménagés à ses abords.
En outre, la gare est le point de rabattement du service de Taxi TER à la demande (pour assurer la correspondance avec certains trains en provenance ou à destination d'Amiens voire Albert), mis en place en compensation de la suppression de la desserte ferroviaire des gares de Long-Le Catelet et de Fontaine-sur-Somme.

## Patrimoine ferroviaire
Le bâtiment voyageurs de 1847, réaffecté après le déplacement de la gare,, a d'abord survécu comme habitation particulière[réf. souhaitée] ; il accueille désormais les services techniques de la municipalité,. En état proche de l'origine, il s'agit d'un bâtiment néoclassique du type standard de la Compagnie du chemin de fer d'Amiens à Boulogne.
Le second bâtiment, à l'emplacement actuel, correspond au plan type standard de la Compagnie des chemins de fer du Nord pour les petites gares de bifurcation. Identique à celui de la gare de Montdidier, implanté lui aussi perpendiculairement aux voies, il a été détruit lors des combats de 1940. Le bâtiment actuel est soit une transformation, soit une reconstruction intégrale, et se caractérise par son style moderniste, avec un grand pignon rappelant celui du bâtiment des années 1870.
L'ancienne halle à marchandises en briques et en béton, au toit galbé, subsiste, mais est à l'abandon.